# Łozowiec (rejon wilejski)
Łozowiec – dawna wieś. Tereny, na których była położona leżą obecnie na Białorusi, w obwodzie mińskim, w rejonie wilejskim, w sielsowiecie Osipowicze.
Dawniej używana nazwa – Łozaniec.

## Historia
W czasach zaborów w gminie Wilejka, w powiecie wilejskim, w guberni wileńskiej Imperium Rosyjskiego.
W latach 1921–1945 zaścianek a następnie wieś leżała w Polsce, w województwie wileńskim, w powiecie wilejskim, w gminie Kołowicze (do 1929 gmina Wilejka).
Według Powszechnego Spisu Ludności z 1921 roku zamieszkiwało tu 41 osób, 1 była wyznania rzymskokatolickiego a 40 prawosławnego. Jednocześnie 9 mieszkańców zadeklarowało polską a 32 białoruską przynależność narodową. Było tu 11 budynków mieszkalnych. W 1931 w 6 domach zamieszkiwało 39 osób.
Miejscowość podlegała pod Sąd Grodzki w Wilejce i Okręgowy w Wilnie; właściwy urząd pocztowy mieścił się w Wilejce.
W wyniku napaści ZSRR na Polskę we wrześniu 1939 miejscowość znalazła się pod okupacją sowiecką. 2 listopada została włączona do Białoruskiej SRR. Od czerwca 1941 roku pod okupacją niemiecką. W 1944 miejscowość została ponownie zajęta przez wojska sowieckie i włączona do Białoruskiej SRR.